# 1925 في فرنسا
فيما يلي قوائم الأحداث التي وقعت خلال عام 1925 في فرنسا.

## أحداث
- 1 يناير – نقائية

## سياسة

### تعيين في المنصب
- 29 أكتوبر – جورج بونيت Ministry of Public Action and Accounts [الإنجليزية]‏.

### انتهاء فترة المنصب
- 28 نوفمبر – جورج بونيت Ministry of Public Action and Accounts [الإنجليزية]‏.

## رياضة
- 1 يناير – سباق طواف فرنسا 1925 الفائزون Ottavio Bottecchia [الإنجليزية]‏، بارتولوميو ايمو، لوسيان بويس.
- 12 أبريل – سباق باريس روبيه 1925 الفائزون Jules Vanhevel [الإنجليزية]‏، Félix Sellier [الإنجليزية]‏، Pietro Bestetti [الإنجليزية]‏.

## كتب
من الكتب التي صدرت هذه السنة في فرنسا:
- 1 يناير – المزيفون من تأليف أندريه جيد.

## مواليد

### يناير
- 1 يناير – جان رونديه مهندس معماري فرنسي.
- 5 يناير – جان كلود ميشيل ممثل فرنسي.
- 18 يناير – جيل دولوز فيلسوف فرنسي.

### مارس
- 12 مارس – ليسون بوبيت درّاج طريق فرنسي.
- 25 مارس – محمد عبد الرزاق لاعب كرة قدم مغربي.
- 26 مارس – بيير بوليه

### أبريل
- 27 أبريل – إيف كوتريل طبيب فرنسي.

### مايو
- 3 مايو – روبيرت جونكويت لاعب كرة قدم فرنسي.
- 9 مايو – جورج منير
- 17 مايو – ميشال دو سارتو
- 23 مايو – روجر بلوخ
- 29 مايو – جان ري درّاج طريق فرنسي.

### يونيو
- 16 يونيو – جان دورميسون روائي فرنسي.

### يوليو
- 15 يوليو – غاستون روسو درّاج طريق فرنسي.
- 19 يوليو – جان-بيير فاي
- 20 يوليو – فرانز فانون
- 30 يوليو – جاك غريمونبون لاعب كرة قدم فرنسي.

### أغسطس
- 3 أغسطس – ألان تورين عالم اجتماع فرنسي.
- 27 أغسطس – داري كول

### أكتوبر
- 1 أكتوبر – خوسيه بيرت دراج فرنسي.
- 16 أكتوبر – أبو لازاريدس دراج فرنسي.

### نوفمبر
- 6 نوفمبر – ميشيل بوكيه ممثل فرنسي.
- 9 نوفمبر – لازار جيانسي لاعب كرة قدم فرنسي.

### ديسمبر
- 9 ديسمبر – إرنست غيلنر
- 15 ديسمبر – جاك مارينيللي دراج فرنسي.
- 17 ديسمبر – ألفونس بودار
- 19 ديسمبر – جاك فاتون لاعب كرة قدم سويسري.
- 23 ديسمبر – ألبير جاكار
- 27 ديسمبر – ميشيل بيكولي ممثل فرنسي.

## وفيات

### يناير
- 1 يناير – جان جاك كيفر (مواليد 1857)

### فبراير
- 23 فبراير – أندريه بروكا (مواليد 1863) فيزيائي فرنسي.
- 25 فبراير – لويس فيلد (مواليد 1873)

### مارس
- 5 مارس – كليمان آدر (مواليد 1841)

### أبريل
- 24 أبريل – لويس ديشان (مواليد 1878) سياسي فرنسي.

### يونيو
- 3 يونيو – كميل فلاماريون (مواليد 1842)

### يوليو
- 1 يوليو – إيريك ساتيه (مواليد 1866)
- 18 يوليو – أوجين دوفور (مواليد 1844) سياسي فرنسي.

### سبتمبر
- 29 سبتمبر – ليون بورجوا (مواليد 1851)

### أكتوبر
- 28 أكتوبر – فرانسواز أميرة أورليان (مواليد 1844)
- 29 أكتوبر – ريسبورغ (مواليد 1838) ضابط فرنسي.

### نوفمبر
- 1 نوفمبر – ماكس ليندر (مواليد 1883)
- 28 نوفمبر – ألفرد بيرو (مواليد 1863) فيزيائي فرنسي.